# Armin Öhri
Œuvres principales
Die dunkle Muse
Armin Öhri, né le 23 septembre 1978, est un écrivain liechtensteinois.

## Biographie
Il grandit à Ruggell et travaille en Suisse.
Auteur de nouvelles et de romans noirs dont l'intrigue se passe au XIXe siècle, il a été lauréat du prix de littérature de l'Union européenne en 2014 pour son roman Die dunkle Muse. Le personnage de Julius Bentheim, un jeune peintre et détective amateur, est récurrent dans son œuvre.

## Œuvres
- Die Dame im Schatten[2]
- Der Bund der Okkultisten
- Die dunkle Muse
- Sinfonie des Todes
- Die Entführung
- Das Nachtvolk